# Biroul Permanent al Camerei Deputaților din România
Biroul Permanent al Camerei Deputaților din România este organul de conducere care coordonează activitatea Camerei între ședințele plenului și asigură buna desfășurare a lucrărilor parlamentare. Este format din: președintele Camerei Deputaților, patru vicepreședinți, patru secretari și patru chestori. Componența politică a Biroului reflectă configurația politică a Camerei, stabilită în urma alegerilor parlamentare.
Președintele Camerei este ales pe durata mandatului legislaturii, în timp ce ceilalți membri ai Biroului sunt aleși la începutul fiecărei sesiuni ordinare.
Vicepreședinții preiau atribuțiile președintelui la nevoie. Secretarii sprijină desfășurarea lucrărilor plenului și asigură evidența documentelor, iar chestorii administrează patrimoniul Camerei și exercită controlul financiar-administrativ.

## Atribuții
- convocarea și organizarea sesiunilor Camerei;
- stabilirea proiectului ordinii de zi și a programului de activitate;
- repartizarea inițiativelor legislative către comisiile permanente;
- gestionarea procedurilor legislative și a relației cu Guvernul;
- aprobarea bugetului Camerei și supravegherea execuției acestuia;
- gestionarea resurselor administrative și financiare ale instituției;
- organizarea relațiilor externe și a delegațiilor parlamentare.

## Componență
- Ciprian-Constantin Șerban (președinte)
- Vasile-Daniel Suciu (vicepreședinte)
- Gianina Șerban (vicepreședinte)
- Raluca Turcan (vicepreședinte)
- Cătălin Drulă (vicepreședinte)
- Silvia-Claudia Mihalcea (secretar)
- Patricia-Simina-Arina Moș (secretar)
- Cezar-Mihail Drăgoescu (secretar)
- Ovidiu Victor Ganț (secretar)
- Romeo-Daniel Lungu (chestor)
- Petre-Florin Manole (chestor)
- Dan Tanasă (chestor)
- Loránd-Bálint Magyar (chestor)
- Costel-Neculai Dunava (fost chestor)